# Dominikus Brock
Pour les articles homonymes, voir Brock.
Dominique ou Dominikus Brock, né le 24 février 1813 à Cologne et mort le 9 avril 1880 à Krefeld, est un religieux catholique allemand, refondateur de la congrégation hospitalière des Alexiens en Allemagne.

## Biographie
Il prend l'habit le 13 février 1837 au sein de la congrégation d'Aix-la-Chapelle et prononce ses premiers vœux le 13 mars 1838. Il est supérieur d'Aix-la-Chapelle de 1844 à 1860. Les Frères s'occupent des malades et notamment des malades de l'épidémie de choléra qui frappe la région en 1849. C'est en 1854 qu'il décide de redonner une formation hospitalière plus adaptée et de mieux s'appuyer sur la règle de saint Augustin en réformant la congrégation. Cette réforme a lieu à l'époque d'un grand mouvement social catholique en Allemagne, notamment rhénane, qui vit fleurir de nouvelles congrégations, alors que l'Allemagne de l'Ouest était menacée par la sécularisation menée par les autorités prussiennes. Le 14 mars 1854, il prononce des vœux perpétuels en insistant sur celui de pauvreté. Il occupe les fonctions importantes à la maison-mère. Il devient supérieur général en 1857-1859. Grâce à la collaboration du P. Schleiniger SJ et du Frère Klemens Wallrath CFA (qui lui succède à partir de 1860), il rédige de nouveaux statuts qui sont acceptés par l'évêque et onze ans plus tard (le 12 septembre 1870) par le pape Pie IX. Les Frères portent des soins aux soldats et s'impliquent notamment sur les champs de bataille de la guerre des Duchés, de la guerre austro-prussienne de 1866 et de la guerre franco-prussienne de 1870. Les premiers Frères sont envoyés aux États-Unis en 1866, dirigés par le Frère Bonaventure Thelen. De nouvelles maisons sont ouvertes aussi à Krefeld, Münster et Cologne. 
Outre ses préoccupations hospitalières, le Frère Brock était avant tout un homme de prière et ouvert au pardon. Il est respecté comme second fondateur de sa congrégation qui s'occupe surtout aujourd'hui de psychiatrie et de réhabilitation sociale.

### Article lié
- Alexiens